# Paul Carnot
Pour les articles homonymes, voir Carnot.
Lazare Adolphe Paul Carnot (Limoges, 16 janvier 1869 - Paris 7e, 1er avril 1957) est un médecin français né à Limoges, et mort à Paris (7e). Il exerce dans les hôpitaux de Paris, puis est professeur de médecine thérapeutique en 1918 à la Faculté de médecine de Paris. En 1922, il est élu membre de l'Académie nationale de médecine.

## Biographie

### Famille
Paul appartient à la très ancienne famille Carnot, originaire de l'Autunois en Bourgogne. Il est le fils aîné de Marie-Adolphe Carnot (1839-1920), professeur puis directeur de l'École des mines de Paris et de Marguerite Barraud-Richemond (1847-1869). 
C'est l'arrière-petit-fils de Lazare Carnot, le petit-fils d'Hippolyte Carnot, le petit-neveu du physicien Sadi-Carnot, et le neveu du président de la Troisième République Sadi-Carnot.
En 1900, il épouse Madeleine Guadet (1876-1965), fille de l'architecte Julien Guadet. Ils ont neuf enfants, et sept atteignent l'âge adulte (trois filles dont une médecin et deux épouses de directeurs de société ; quatre garçons dont deux directeurs de société, un architecte, et un parfumeur) . 
Son beau-frère Paul Guadet, architecte, fait les plans de leur maison, un hôtel particulier qui est bâti avenue Élisée-Reclus, dans le 7e arrondissement de 1906 à 1908.
- Claude Carnot (1719-1797), notaire royal
  - Joseph Carnot (1752-1835), jurisconsulte
  - Lazare Carnot (1753-1823), physicien, mathématicien, général et homme politique
    - Sadi Carnot (1796-1832), physicien et ingénieur
    - Hippolyte Carnot (1801-1888), homme politique
      - Sadi Carnot (1837-1894), homme politique + Cécile Carnot (née Dupont-White, 1841-1898)
        - Claire Carnot (1864-1920) + Paul Cunisset-Carnot (1849-1919)
        - Sadi Carnot (1865-1948), colonel et écrivain
        - Ernest Carnot (1866-1955), industriel et homme politique + Marguerite Carnot (née Chiris) (1874-1962), présidente de l'Association des dames françaises
        - François Carnot (1872-1960), ingénieur et homme politique

      - Adolphe Carnot (1839-1920), chimiste, géologue et homme politique
        - Paul Carnot (1869-1957), médecin
        - Jean Carnot (1881-1969), homme politique

  - Claude Marie Carnot (1755-1836), général et homme politique

### Études et carrière
En 1888, il est licencié en sciences physiques et naturelles. Il poursuit alors des études simultanées en médecine et en sciences naturelles. En 1891, il est reçu au concours de l'externat, et à celui de l'internat en 1894.
Il obtient son doctorat en sciences naturelles à Lille en 1896 (thèse : Recherches sur le mécanisme de la pigmentation), et en médecine à Paris en 1898 (thèse : Recherches expérimentales et cliniques sur les pancréatites).
En 1902, il est chef de laboratoire, dépendant de la chaire de thérapeutique tenue par Augustin Gilbert. En 1903, il est médecin des hôpitaux et l'année suivante, agrégé de pathologie interne et de médecine légale, chargé de cours et de conférences,.
En 1911, il est chef de service à l'hôpital Tenon, et en 1919 à l'hôpital Beaujon.
En 1918, il est nommé à la chaire de thérapeutique, à la suite d'Antoine Marfan, et à celle de clinique médicale en 1927, à la suite d'Augustin Gilbert.
Il prend sa retraite en 1939 (professeur honoraire en 1940).
En plus de ses fonctions dans les hôpitaux, il est nommé médecin de l'École des mines le 29 octobre 1898, ainsi que chargé de conférences d'hygiène à titre accessoire du 12 décembre 1906 jusqu'à sa démission le 1er janvier 1937. Il se plaisait à revenir dans cet établissement, où il avait demeuré avec ses parents durant quinze ans, son père y étant directeur de 1901 à 1907 et précédemment inspecteur des études (équivalent de directeur-adjoint), « ce qui lui rappelait les origines scientifiques de sa famille ». Il repose au cimetière de Chaville.

### Opinion politique
Il est signataire de la pétition de soutien à la guerre du Rif, manifeste patriote nationaliste, paru dans Le Figaro du 7 juillet 1925.

## Travaux

### Découverte de l'«hémopoïétine»
Médecin des Hôpitaux de Paris dès 1903, il fait la découverte, en 1905, de l'hémopoïétine (érythropoïétine), avec Clotilde-Camille Deflandre, dans le laboratoire d'Augustin Nicolas Gilbert à l'hôpital Broussais à Paris. 
Carnot et Gilbert avaient un intérêt de longue date dans l'opothérapie ou utilisation d'un extrait d'organe (extrait thyroïdien, extrait pancréatique...) pour remplacer un facteur manquant ou déficitaire, car on ne savait pas encore isoler ou synthétiser les substances actives exactes (hormones, enzymes, etc.).
S'inscrivant dans cette tradition dans le laboratoire de Gilbert, Deflandre entreprend de déterminer la valeur « opothérapeutique » du sang. En 1905, Carnot et Deflandre découvrent que l'injection d'une petite quantité du sérum d'un lapin préalablement saigné entraîne une augmentation considérable des globules rouges le lendemain de l'injection chez les lapins receveurs normaux. Ils montrent également que si le sérum d'un animal saigné était actif, celui d'un animal normal ne l'était pas. 
Ils en déduisent que le sérum, plutôt que les éléments figurés (cellules) du sang, contient une substance déclenchée par l'anémie (la saignée) ; et que cette substance provoque la reconstitution du nombre de globules rouges. Ils appellent cette substance hémopoïétine et postulent qu'elle fait partie d'un groupe de cytopoïétines, maintenant appelé cytokines.
La présentation est effectuée le 27 août 1906. Entre 1906 et 1907, deux articles de Carnot et Deflandre sont publiés dans les Comptes Rendus de l'Académie des Sciences,, décrivant l'existence de cette substance et son application possible en thérapeutique. Ces articles ont jeté les bases intellectuelles de l'ensemble du domaine des facteurs de croissance, c'est-à-dire de protéines-signaux produites sur divers sites et agissant sur la croissance de populations de cellules-cibles éloignées. 
Dans les années qui suivent, la difficulté à reproduire ces résultats conduit à la mise en doute et à la perte d'intérêt pour ce travail. Cependant, en 1947, Eva Bonsdorff et ses collègues ont pu reproduire les premiers résultats de Carnot et Deflandre, isoler la substance active et la renommer en érythropoïétine (EPO). Les ventes mondiales d'érythropoïétine recombinante (obtenue par génie génétique) ont atteint autour de 7 milliards de dollars en 2012.

### Rôle sécrétoire de l'histamine
En 1922, Paul Carnot et ses collaborateurs mettent en évidence le rôle stimulant de l'histamine sur l'acidité gastrique chez l'homme,. Cette découverte est à l'origine d'une épreuve ou test à l'histamine permettant, après injection sous-cutanée d'histamine, de recueillir du suc digestif par tubage gastrique ou sondage naso-gastrique. 

## Distinctions
- Officier d'académie en 1905.
- Chevalier en 1911, puis officier, et enfin commandeur de la Légion d'honneur en 1948.
- Membre de la société de biologie (1900).
- Membre de l'académie de médecine (1922), membre émérite en 1949.

## Publications
Carnot est l'auteur de nombreux traités médicaux. Avec Paul Brouardel (1837–1906), Augustin Nicolas Gilbert (1858–1927) et d'autres, il publie le Nouveau traité de médecine et de thérapeutique en plusieurs volumes. 
Les plus connus de ses autres ouvrages sont les suivants :
- Les régénérations d'organes, 1899.
- Maladies microbiennes en général, 1905.
- Les Bases de la kinésithérapie et les lois de la mécanomorphose, Baillière, 1909, 28 p.
- Médications histopoiétiques et médications histolytiques, 1911.
- Précis de thérapeutique, Baillière, 1925, 640 p.
- La clinique médicale de l'Hôtel-Dieu et l'œuvre du Pr Gilbert, Baillière, 1927, 47 p.
- Clinique médicale de l'Hôtel-Dieu de Paris, Baillière, 1930, 344 p.
- La famille génitrice et génophylactique, Baillière, 1946, 432 p.